# Mouvement de Tihama

Drapeau du Mouvement de Tihama.

Le Mouvement de Tihama est un mouvement politique yéménite fondé en 2013 sur le modèle du Mouvement du Sud,.